# إده

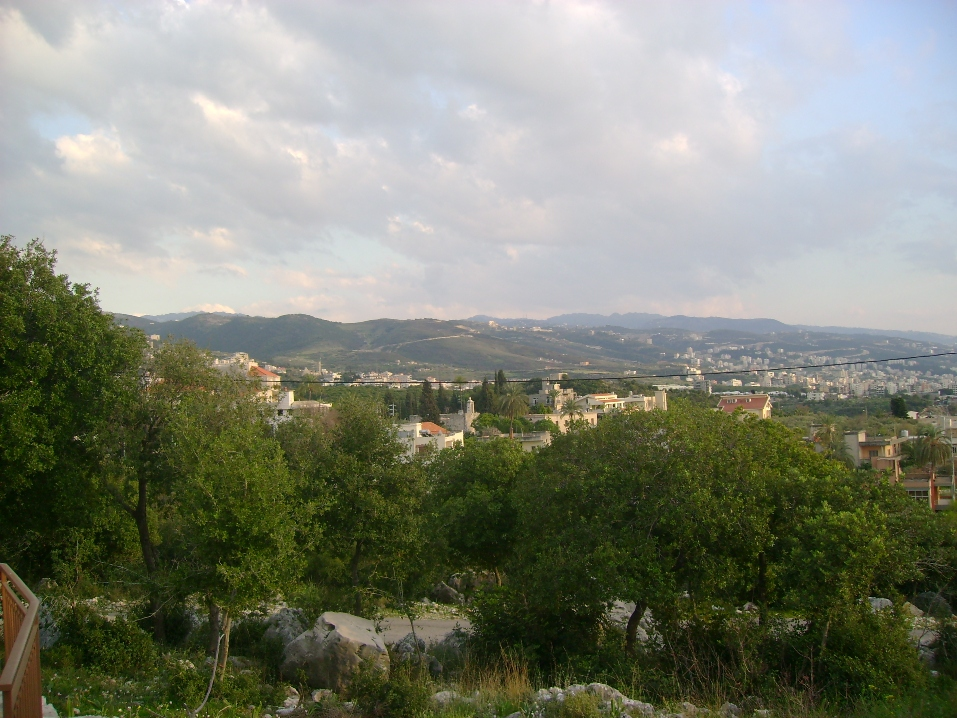
مشهد لقرية إدّة.

إدّة هي إحدى القرى اللبنانية من قرى قضاء جبيل في جبل لبنان. أصل الاسم سامي مستمد من كلمة «أد» والتي تعني القوة والصلابة.

## توأمة
لإدة اتفاقيات توأمة مع:
- هكاري